# Chicago VI
Chicago VI es el quinto álbum de estudio de la banda de rock estadounidense Chicago, publicado en 1973. Es el primer álbum de la banda en el que participa el percusionista brasileño Laudir de Oliveira.

## Lista de canciones
| Lado A |                               |              |                    |          |  |
| N.º    | Título                        | Escritor(es) | Voz                | Duración |  |
| 1.     | «Critics' Choice»             | Robert Lamm  | Robert Lamm        | 2:49     |  |
| 2.     | «Just You 'n' Me»             | James Pankow | Peter Cetera       | 3:42     |  |
| 3.     | «Darlin' Dear»                | Lamm         | Lamm               | 2:56     |  |
| 4.     | «Jenny»                       | Terry Kath   | Terry Kath         | 3:31     |  |
| 5.     | «What's This World Coming To» | Pankow       | Lamm, Cetera, Kath | 4:58     |  |

| Lado B |                                         |               |           |          |  |
| N.º    | Título                                  | Escritor(es)  | Voz       | Duración |  |
| 6.     | «Something in This City Changes People» | Lamm          | Lamm/Kath | 3:42     |  |
| 7.     | «Hollywood»                             | Lamm          | Lamm      | 3:52     |  |
| 8.     | «In Terms of Two»                       | Peter Cetera  | Cetera    | 3:29     |  |
| 9.     | «Rediscovery»                           | Lamm          | Lamm      | 4:47     |  |
| 10.    | «Feelin' Stronger Every Day»            | Cetera/Pankow | Cetera    | 4:15     |  |

## Créditos
- Peter Cetera – bajo, voz
- Terry Kath – guitarras, voz
- Robert Lamm – teclados, coros
- Lee Loughnane – trompeta, coros
- James Pankow – trombón, arreglos de bajo
- Walter Parazaider – saxofón, flauta
- Danny Seraphine – batería, percusión
- Laudir de Oliveira - percusión